# Ausländerkinder-Pflegestätte (Spital am Phyrn)

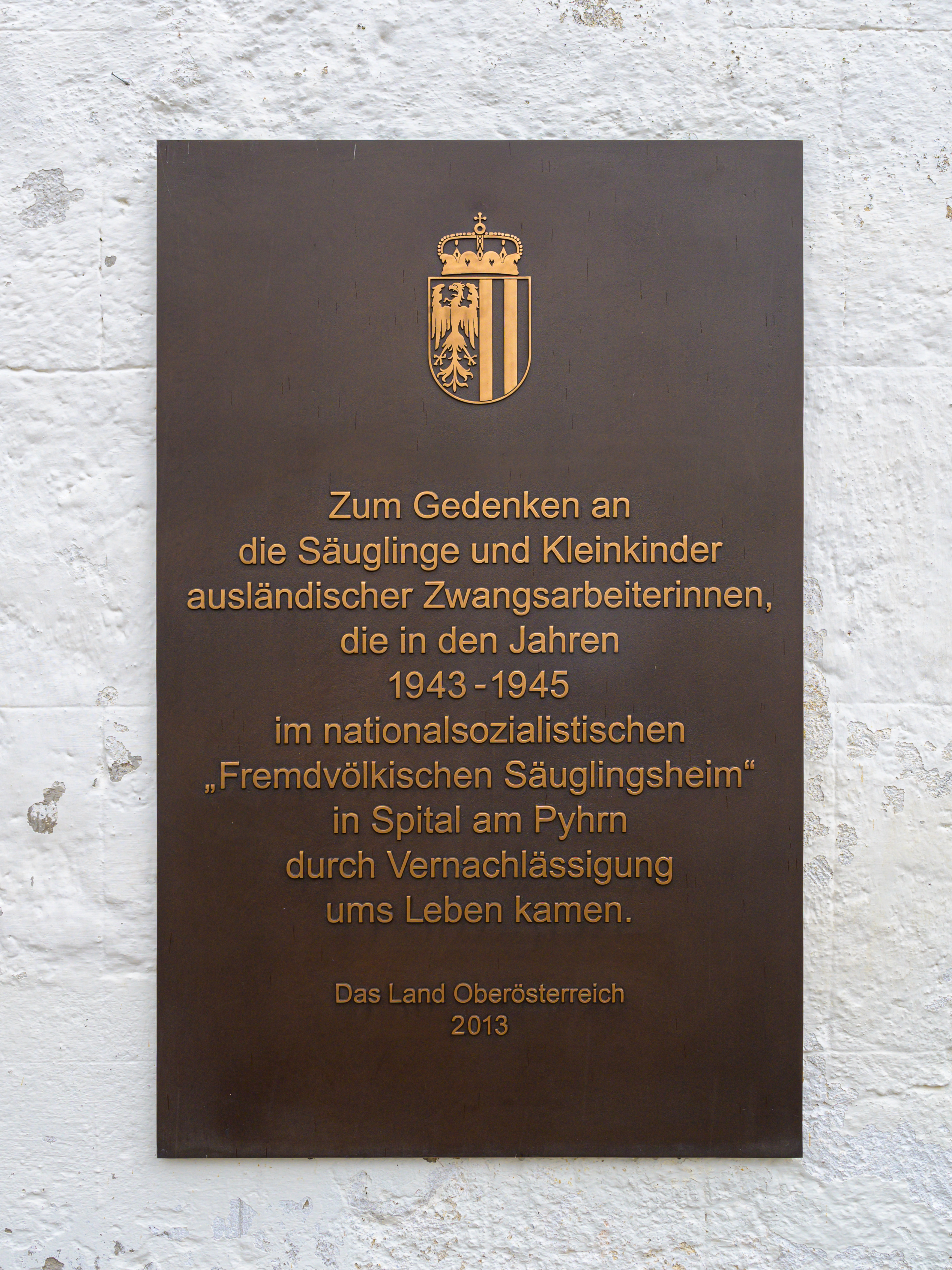
Gedenktafel auf dem Friedhof Spital am Phyrn

Die Ausländerkinder-Pflegestätte Spital am Phyrn, vor Ort „Fremdvölkisches Kinderheim“ genannt, befand sich in Spital am Pyhrn im damaligen Gau Oberdonau in der sogenannten Ostmark. Heute befindet sich die Gemeinde in Oberösterreich im Bezirk Kirchdorf. In Spital am Phyrn wurde eine Ausländerkinder-Pflegestätte im Gasthof Lindenhof am 9. Oktober 1942 errichtet und  „versuchsweise“ in Betrieb genommen. Damit dürfte sie die erste Ausländerkinder-Pflegestätte gewesen sein, die im Reich betrieben wurde.
In den Ausländerkinder-Pflegestätten praktizierten die Nationalsozialisten ein rassen- und bevölkerungspolitisches „Konzept“ für schwangere polnische, ukrainische und russische Zwangsarbeiterinnen, das auch von der nationalsozialistischen Sorge geprägt war, dass „fremdvölkische“ Kinder die Zahl der Feinde im eigenen Land vergrößern könnte. Vor 1943 wurden schwangere „fremdländische“ Frauen nach Hause geschickt. Diese „Zwangsarbeiterinnen sollten keine Kinder (in der Nazi-Terminologie: „rassisch minderwertiger Nachwuchs“) aufziehen. Schätzungsweise an die 100.000 Kinder von den Zwangsarbeiterinnen wurden […] entweder durch Abtreibung oder durch kalkulierte Vernachlässigung nach der Geburt getötet.“
Mit dem euphemistischen Namen „Ausländerkinder-Pflegestätte“, den der Reichsführer SS, Heinrich Himmler, vergab, sollte der wahre Zweck dieser Einrichtungen verschleiert werden.

## Vorgeschichte
Durch den massenhaften Einsatz von Zwangsarbeitern in Industrie und Landwirtschaft stellte sich der Gauleiter August Eigruber, der auch Landeshauptmann von Oberösterreich war, die Frage wie mit der wachsenden Anzahl schwangerer Zwangsarbeiterinnen umzugehen sei. Zusätzlich wollte er davon abkommen, dass schwangere Zwangsarbeiterinnen nach Hause geschickt und als Arbeitskräfte verloren gingen. Andererseits hielt er es aus rassenideologischen Gründen für erforderlich Kinder von Polinnen und Ostarbeiterinnen von Kontakten mit Deutschen abzuhalten. Am 15. Juli 1942 sandte er deswegen ein Schreiben an Heinrich Himmler, das folgenden Text enthielt: „Ich möchte auf der einen Seite die Arbeitskräfte nicht verlieren, auf der anderen Seite ist es jedoch untragbar, dass diese Kinder in einem deutschen Haushalt oder Lager aufwachsen.“ Eigruber schlug die Einrichtung einer besonderen Art geschlossener Kinderheime vor, in der die Kinder ausländischer Zwangsarbeiterinnen, getrennt von ihren Müttern untergebracht werden sollten. Zudem sollte die Rassenzugehörigkeit der Kinder überprüft werden, sofern der Vater ein Deutscher war. Sollten Kinder „für unser Volkstum unbrauchbar“ sein, „müsste dann gelegentlich eine Entscheidung“ getroffen werden.

## Rassenideologie
Himmler antwortete monatelang auf das Schreiben Eigrubers nicht, weil er nicht beabsichtigte die „fremdvölkischen“ Kinder in Deutschland zu behalten. Erst auf Drängen von Fritz Sauckel, dem Generalbevollmächtigten für den Arbeitseinsatz, und Vertretern der Großindustrie kehrte er von dieser Position ab. Am 9. Oktober 1942 erging seine Antwort, in der er drei Vorgehensweisen vorstellte:
Eine deutsche Frau, die von einem Ausländer ein Kind empfange, solle dieses selbst oder ihre Eltern erziehen, sofern sie nicht „absolut verkommen“ sei. Sollte dieses Kind von  einem „besonders minderwertigen Vater“ stammen, sollte diese Schwangerschaft unterbrochen werden.
Falls beide Eltern Ausländer seien, solle das Kind in einem für diesen Fall eingerichteten Kinderheim untergebracht werden, so können die Mütter als Arbeitskräfte für Deutschland erhalten bleiben. Der Vorschlag von Eigruber sei richtig: Beide Elternteile und das Kind sollten von einem Rasseprüfer untersucht werden. In seltenen Fällen, in denen dem Kind „wirklich hervorragendes Blut“ testiert werde, können Mutter und Kind in Deutschland bleiben.
Zeugt ein deutscher Mann mit einer Ausländerin ein Kind, solle es mit seiner Mutter, sofern beide „rassisch wertvoll“ seien, in Deutschland leben dürfen. Für diese Fälle sah Himmler eine weitere Art von geschlossenen Kinderheimen vor, in der diese Kinder als Deutsche erzogen werden sollen.
Die letzte Festlegung wie mit den Kindern und schwangeren Zwangsarbeiterinnen umzugehen sei, erfolgte in dem Erlass an die Landesarbeitsämter durch Fritz Sauckel vom 15. Dezember 1942, als er die Rückführung von schwangeren ausländischen Arbeitskräften untersagte. Zusätzlich erhielt dieser Erlass Weisungen für die Aufnahme in „Kleinkinderbetreuungs-Einrichtungen einfachster Art“ und zu „rassigen“ Untersuchungen.

## Errichtung
Erich Hilgenfeldt, Hauptamtsleiter für Nationalsozialistische Volkswohlfahrt (NSV), war von Hitler schon mit der Errichtung von derartigen Heimen beauftragt worden. Himmler bat ihn zwei „gutrassige“ und ein „schlechtrassiges“ Pflegeheim im Gau Oberdonau zu errichten, damit man in der Praxis Erfahrungen im Betreiben solcher Einrichtungen sammeln könne.
Der Erlass vom 15. Dezember 1942 zur Errichtung von Ausländerkinder-Pflegestätten von Fritz Sauckel blieb allerdings in zentralen Fragen unklar: Wo sollten die Pflegeheime errichtet werden, wie sollten sie eingerichtet werden und wer hatte die Kosten zu tragen? Selbst beim ersten derartigen Projekt in Spital am Phyrn gab es Schwierigkeiten.
Insgesamt kam Aufbau von Ausländerkinder-Pflegestätte im „Gau Oberdonau“ nur langsam voran. Daraufhin berichtete der Höherer SS- und Polizeiführer Rudolf Querner am 31. Juli 1943 dem SS-Obersturmbannführer Erwin Brandt, Mitglied beim persönlichen Stab des Reichsführers SS, dass die Großbetriebe im „Gau Oberdonau“ (Eisenwerke Oberdonau, Reichswerke Hermann Göring und Steyr-Werke) zwar „Kleinkindereinrichtungen einfachster Art“ einrichten würden, aber sie könnten die Probleme in der Beschaffung von Baracken und Einrichtungsgegenständen nicht kurzfristig lösen. Daraufhin wurde entgegnet, dass für ein Voranzukommen ein Beispiel die Nationalsozialistische Volksfürsorge auf Weisung des Gauleiters und Reichsstatthalters in Spital am Phyrn geliefert habe, als sie ein Haus ausschließlich für die Aufnahme von Neugeborenen von Polinnen und Ostarbeiterinnen zur Verfügung gestellt habe.

## Ausländer-Pflegestätte
In der „Pflegestätte“ in Spital am Phyrn wurden „bis zu 80 Kinder“ von Ostarbeiterinnen betreut, über sie führte eine deutsche Frau Aufsicht. Betrieben wurde die „Pflegestätte“ von der Nationalsozialistischen Volkswohlfahrt. Nach einer Besichtigung des Heims, die im August 1943 unter Beteiligung des SS-Gruppenführers Hilgenfeldt und des SS-Oberführers Franz Langoth, dem Leiter der Nationalsozialistischen Volkswohlfahrt (NSV) in Österreich, erfolgte, schrieb Hilgenfeldt am 11. August 1943 an Himmler. Er habe bei der Besichtigung festgestellt, dass sämtliche im Heim befindlichen Säuglinge unterernährt gewesen seien. Nach einer Entscheidung des Landesernährungsamtes sei den Säuglingen „täglich nur 1/2 Liter Vollmilch und 1 1/2 Stück Zucker“ verabreicht worden. „Bei diesen Rationen müssen die Säuglinge nach einigen Monaten an Unterernährung zugrunde gehen.“ Hinsichtlich der „Aufzucht“ würden Meinungsverschiedenheiten bestehen, ein Teil wäre der Auffassung, dass die Kinder sterben sollten und ein anderer Teil war der Auffassung, man solle sie aufziehen.
„Es gibt hier nur ein Entweder-Oder. Entweder man will nicht, dass die Kinder am Leben bleiben, dann soll man sie nicht langsam verhungern lassen und durch diese Methode noch viele Liter Milch der allgemeinen Ernährung entziehen; es gibt dann Formen, dies ohne Quälerei und schmerzlos zu machen. Oder aber man beabsichtigt, die Kinder aufzuziehen, um sie später als Arbeitskräfte verwenden zu können. Dann muss man sie aber auch so ernähren, dass sie einmal im Arbeitseinsatz vollwertig sind.“
Eine diesbezügliche Entscheidung sei erforderlich, da zum Zeitpunkt der Besichtigung die „Pflegestätte“ mit 62 Säuglingen überfüllt sei, und man die Errichtung eines zweiten Säuglingsheims für Ostarbeiterinnen plane.
Daraufhin antwortete Himmler in einem Schreiben, an den für diese Frage zuständigen Gauleiter Eigruber, am 14. September 1943, dass er sich der Angelegenheit annehmen und „auch dafür Sorge tragen solle, daß die Kinder aufgezogen werden können.“ Daraufhin verbesserte das Landesernährungsamt Oberdonau die Rationen für Mütter und Kinder. Trotz dieser Maßnahme muss davon ausgegangen werden, dass zahlreiche Kinder in der „Pflegestätte“ in Spital am Phyn verstarben. In einer lokalen Veröffentlichung wird in der Zeit von März 1943 bis zum Januar 1945 die Zahl von 47 Kindern genannt, die wegen unterlassener Fürsorge getötet wurden.
Wahrscheinlich hat es im Gau Oberdonau sechs weitere „Pflegestätten“ gegeben, es gibt auch neuerdings weit höhere Zahlenangaben. Drei Unternehmen hatten sich erklärt, dass sie „Kleinkinderbetreuungseinrichtungen einfachster Art“ schaffen werden. Es waren dies die Eisenwerke Oberdonau, Reichswerke Hermann Göring und die Steyr-Werke. Eine Projektgruppe „Fremdvölkische Kinderheime in Oberdonau“ geht von insgesamt 19 Ausländerkinder-Pflegestätten bzw. „Fremdvölkischen Heimen“ in der Region Oberdonau aus, die regional unterschiedliche Namen trugen.

## Aufarbeitung

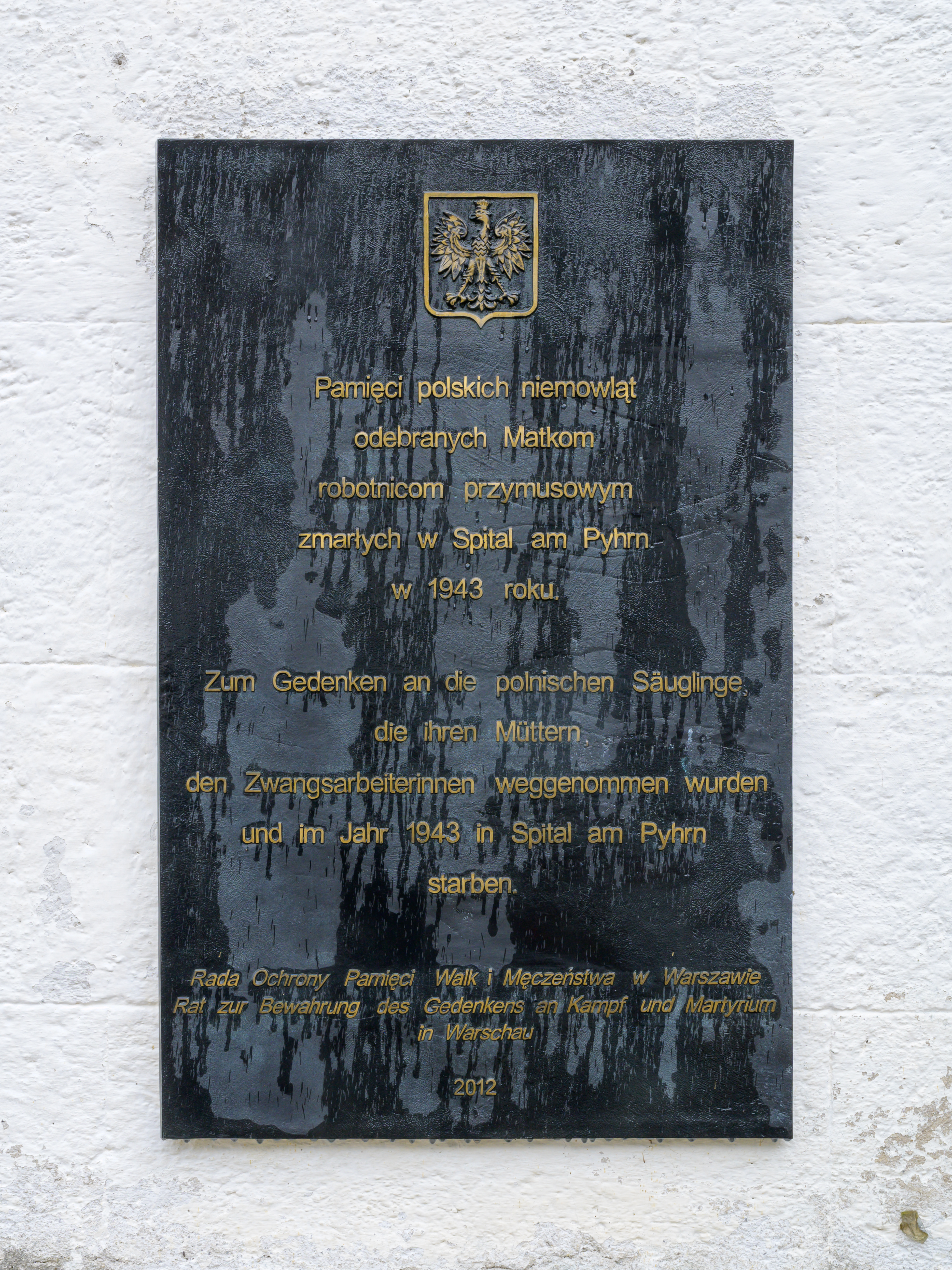
Polnisch- und deutschsprachige Gedenktafel

Auf dem Friedhof von Spital am Pyhrn erinnern zwei Gedenktafeln an die Ausländerkinder-Pflegestätte an der Kirchenmauer und an die Opfer. Eine Gedenktafel ist deutsch- und eine weitere ist polnisch- und deutschsprachig.
Jährlich findet im Mai am östlichen Friedhof von Spital am Phyrn, wo viele Kinder der „Pflegestätte“ begraben sind, eine Gedenkfeier statt. Zum 75sten Jahrestag legte eine polnische und österreichische Delegation einen Kranz auf dem Friedhof nieder.